# Radiographie éclair
 (août 2008).
Si vous disposez d'ouvrages ou d'articles de référence ou si vous connaissez des sites web de qualité traitant du thème abordé ici, merci de compléter l'article en donnant les références utiles à sa vérifiabilité et en les liant à la section « Notes et références ».
La radiographie éclair (« Flash Radiography ») est une technique de radiographie utilisant des impulsions de rayons X. Elle permet de visualiser des phénomènes rapides qui se déroulent dans des corps opaques ou entourés de lumière visible intense. Ses applications concernent essentiellement la balistique et la détonique.
En général, les objets se déplaçant rapidement tels que des ondes de détonation ou des projectiles dans des canons, sont animés  d'une vitesse de quelques kilomètres par seconde. Parmi les moyens d'observation les plus importants se trouve la radiographie éclair qui consiste à produire une impulsion de rayons X, d'une durée d'environ 10 nanosecondes, suffisamment intense pour impressionner un film radiographique. L'impulsion de rayons X est synchronisée avec le phénomène à observer.
Pour produire ces impulsions de rayons X on utilise des techniques très différentes de celles employées en radiographie classique. Le tube de radiographie éclair comporte une cathode froide capable d'émettre des électrons par émission de champ et une anode en tungstène de forme conique pour assurer une source de rayonnement X ponctuelle. Aucun refroidissement n'est nécessaire. Entre les deux électrodes situées dans le vide, on fait passer un courant pouvant atteindre un million d'ampères, produit par exemple par un générateur de Marx (condensateurs chargés en parallèle puis déchargés en série) produisant une tension de plusieurs centaines de kilovolts au niveau de l'anode.
En France, le CEA Valduc dispose de ce type d'installation (EPURE) dans le cadre du programme TEUTATES, en partenariat avec la Grande-Bretagne, à la suite des Traités de Londres (2010), connu aussi sous le nom d'Accords de Lancaster House. L'outil de radiographie Airix permet d’optimiser les modèles de physique utilisés pour simuler numériquement les premières phases du fonctionnement des armes nucléaires, afin d'en garantir la fiabilité, à la suite de la ratification en 1998 par les deux pays du Traité d’Interdiction Complète des Essais nucléaires [TICE].